# Водоспад Лофой
Водоспад Лофой (також відомий як Шутс Калоба або Шутс Лофой ) — водоспад у національному парку Кунделунгу, провінція Катанга, Демократична Республіка Конго. Це один із найбільших водоспадів у Центральній Африці, який має висоту 340 метрів. Води Лофоя є притокою річки Луфіра. Водоспад трохи зменшується протягом сухого сезону з червня по жовтень, але протягом решти року є повноводним.